# Basilica di San Francesco (Bologna)
La basilica di San Francesco (baṡéllica d San Franzàssc in bolognese) è una chiesa bolognese del XIII secolo dedicata a san Francesco d'Assisi di proprietà dell'Ordine dei frati minori conventuali. Nel novembre del 1935 papa Pio XI l'ha elevata alla dignità di basilica minore.

## Storia

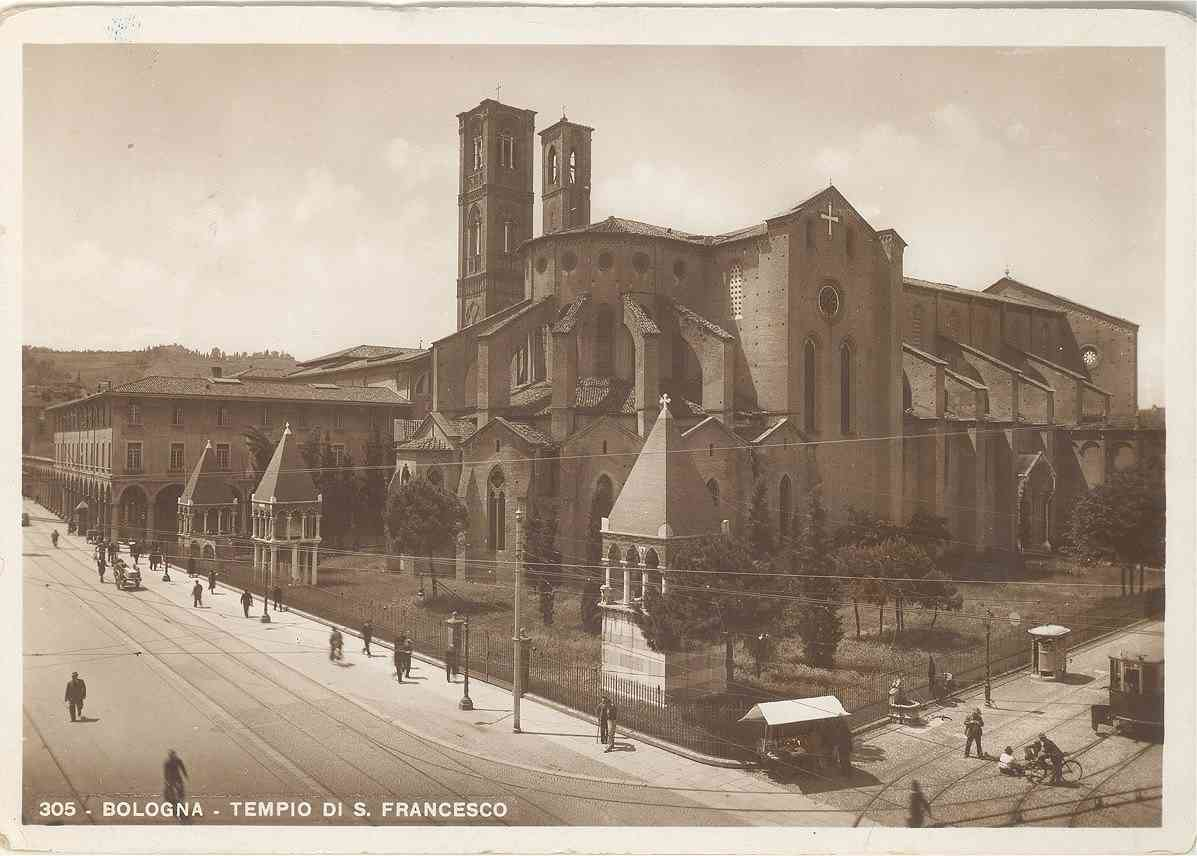
Cartolina del 1941

Tommaso da Spalato fu testimone della presenza di san Francesco a Bologna dove il 15 agosto 1222 (o, forse più esattamente, nel 1223 ), nella piazza del comune, tenne una predica (in forma di "concione") che - secondo alcuni - determinò un decisivo interesse della città verso il francescanesimo. I francescani però, tramite l'opera di Bernardo di Quintavalle, avevano ottenuto già dal 1213, da parte di Nicolò Pepoli, la modesta casa di Santa Maria delle Pugliole, la quale sarà il loro primo insediamento a Bologna. Qui i frati rimasero fino al 1236, anno in cui, per interessamento di papa Gregorio IX e per la concessione delle autorità civili, ebbero la possibilità di avviare la costruzione del grande complesso che, fin dalle sue fondazioni, ebbe carattere di monumentalità.
Non si conosce il nome dell'architetto che realizzò il progetto iniziale, ma dalle cronache di Bartolomeo delle Pugliole si apprende che nel 1254 crollarono due arcate e che nell'incidente venne coinvolto frate Andrea "maestro della ghiexia", il quale ebbe le gambe spezzate. Questo fa presuppore che frate Andrea fu l'ideatore del progetto originale. La presenza a Bologna di Marco da Brescia, frate francescano, potrebbe far pensare che sia anche l'ideatore del progetto, ma non è suffragato da prove documentali. È probabile invece che tutto il complesso sia stato realizzato in maniera collettiva dalla comunità francescana intera, senza che ci sia stata una preminente individualità che ha ideato e condotto i lavori. Nel 1263 l'edificio era completo nelle sue parti essenziali.
Tra il 1397 e il 1402 fu innalzato un nuovo grande campanile su progetto di Antonio di Vincenzo, che realizzò anche la prima cappella privata, quella della famiglia Muzzarelli. Lungo il perimetro furono successivamente costruite altre cappelle gentilizie, tutte eliminate nei restauri di fine Ottocento, esclusa la quattrocentesca cappella di san Bernardino.
Dopo l'arrivo dei francesi (1796) la chiesa fu sconsacrata, ridotta a dogana, subì la dispersione del suo patrimonio artistico e conobbe un forte degrado strutturale. Tra il 1886 e il 1906 Alfonso Rubbiani ne curò un restauro che restituì alla chiesa l'aspetto originario ma con alcune pesanti ricostruzioni.
I bombardamenti della seconda guerra mondiale hanno arrecato al complesso ulteriori danni e crolli (facciata, volte e chiostro), poi ripristinati dai restauri della Soprintendenza.

## Descrizione

### Esterno
Benché di forme e aspetto ancora prettamente romanici, San Francesco di Bologna è tra le costruzioni italiane quella nella quale sono riflesse con maggiore fedeltà le caratteristiche del gotico francese, chiaramente riconoscibili soprattutto negli archi rampanti absidali esterni.
Di notevole interesse nei pressi dell'abside i tre monumenti funebri (Arche) dei glossatori Accursio e del figlio Francesco d'Accursio, del giurista Odofredo e di Rolandino de' Romanzi.
La facciata a capanna è di impronta ancora romanica, tripartita da lesene e decorata da scodelle di ceramica lungo gli spioventi. Il portale si apre entro un protiro marmoreo affiancato da bassorilievi che forse risalgono all'VIII secolo.

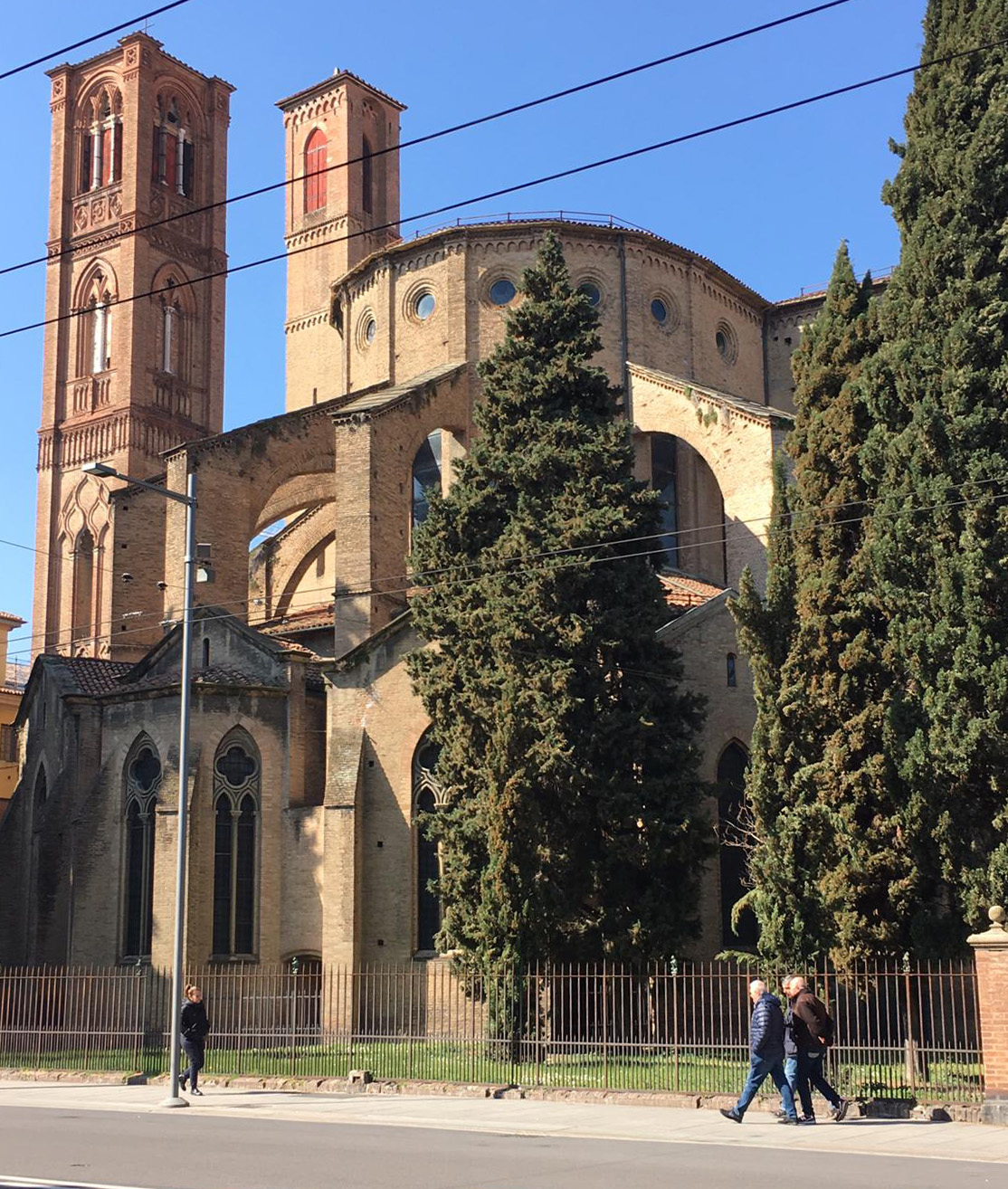
Veduta d'insieme della parte absidale
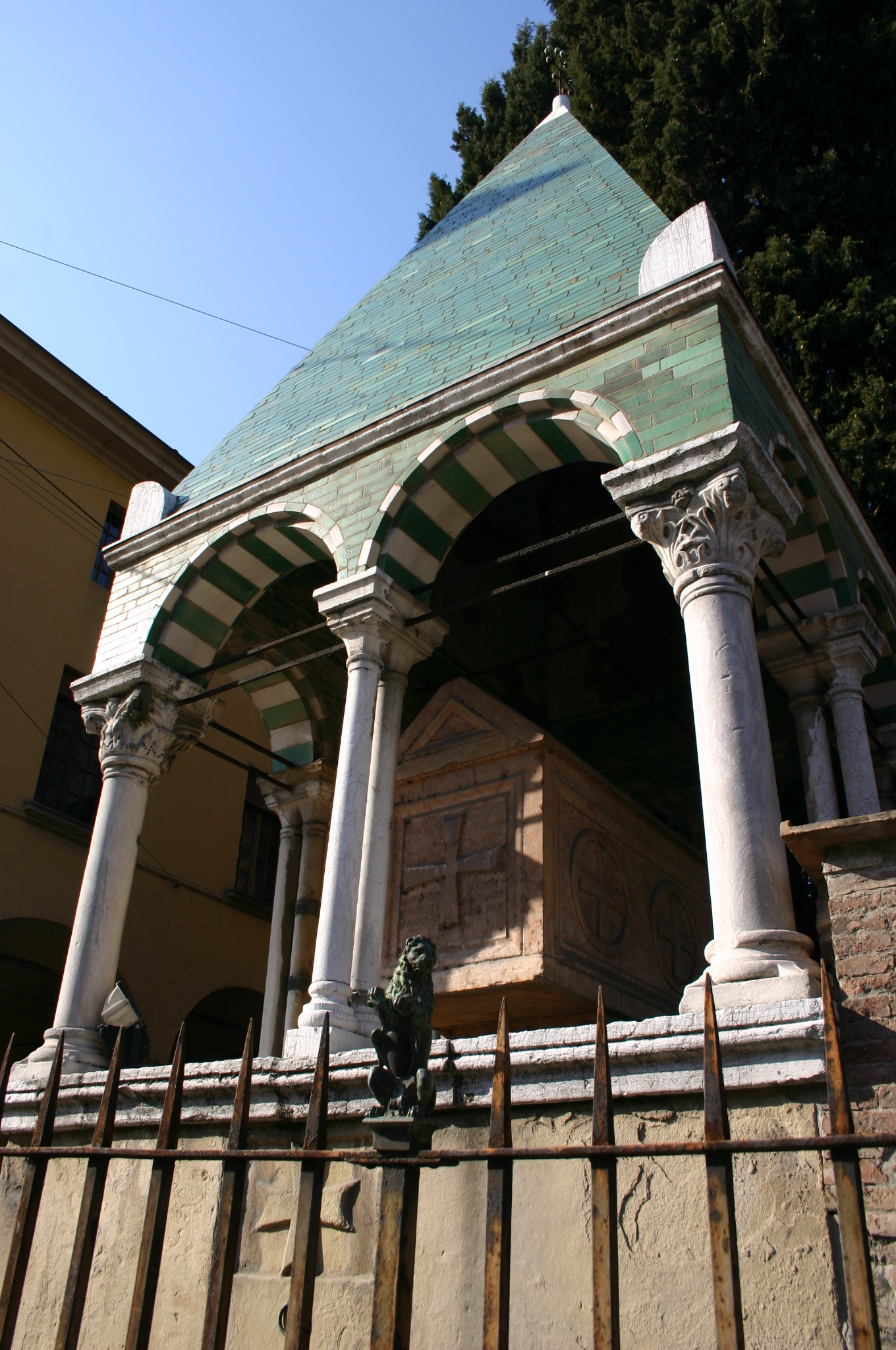
Arca di Accursio e del figlio Francesco
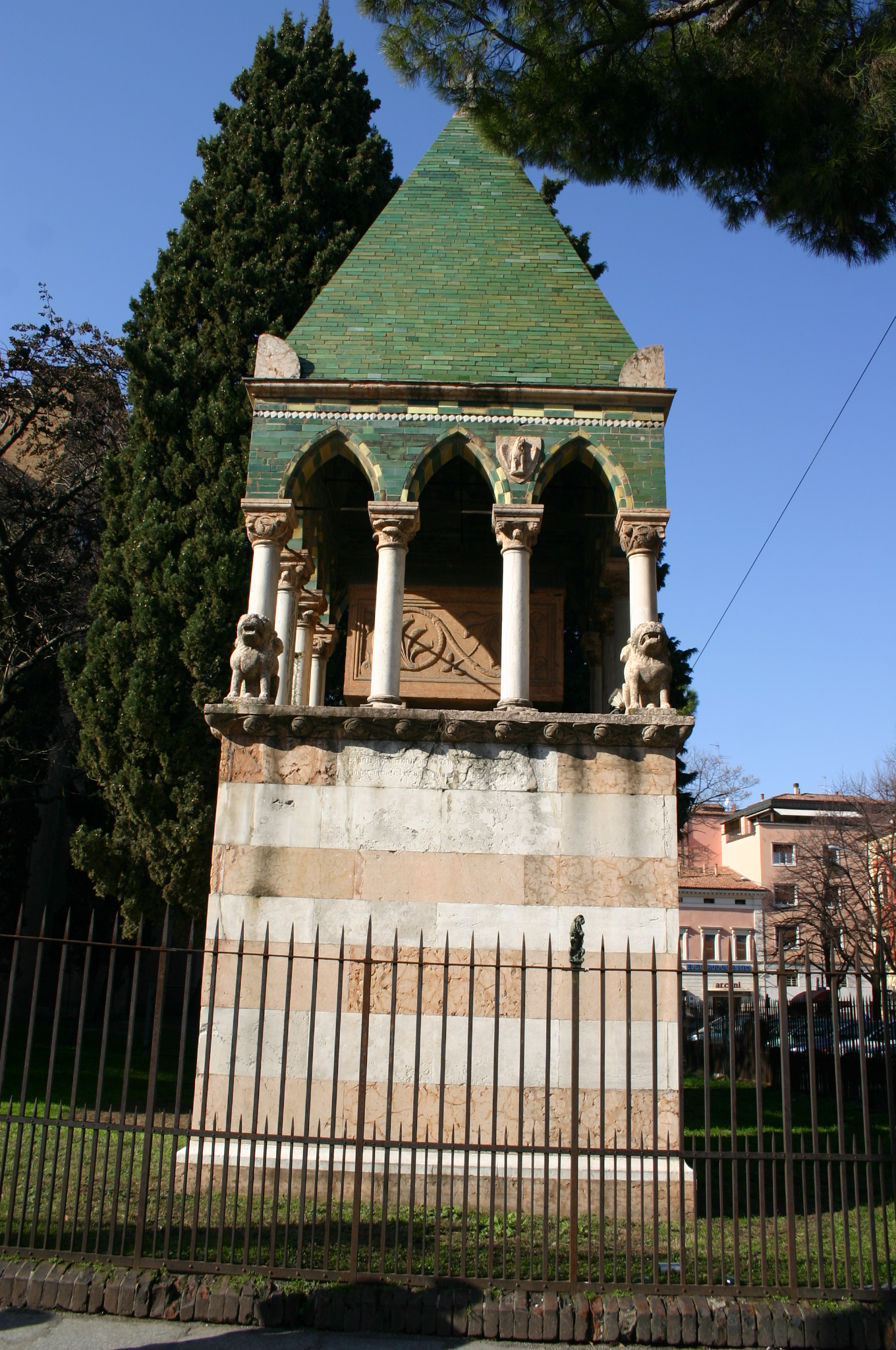
Arca di Rolandino dei Romanzi (1284)
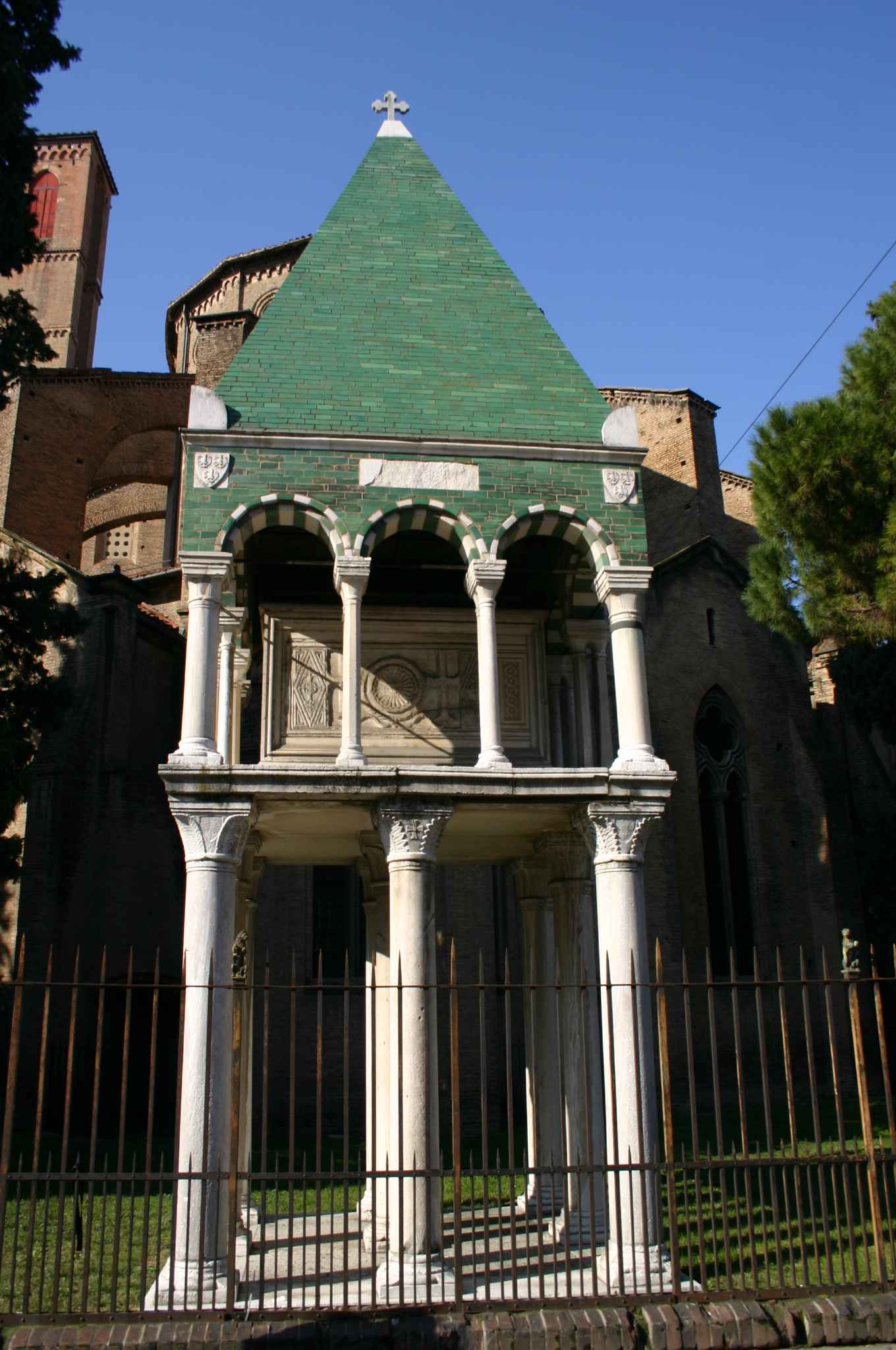
Arca di Odofredo (1265)
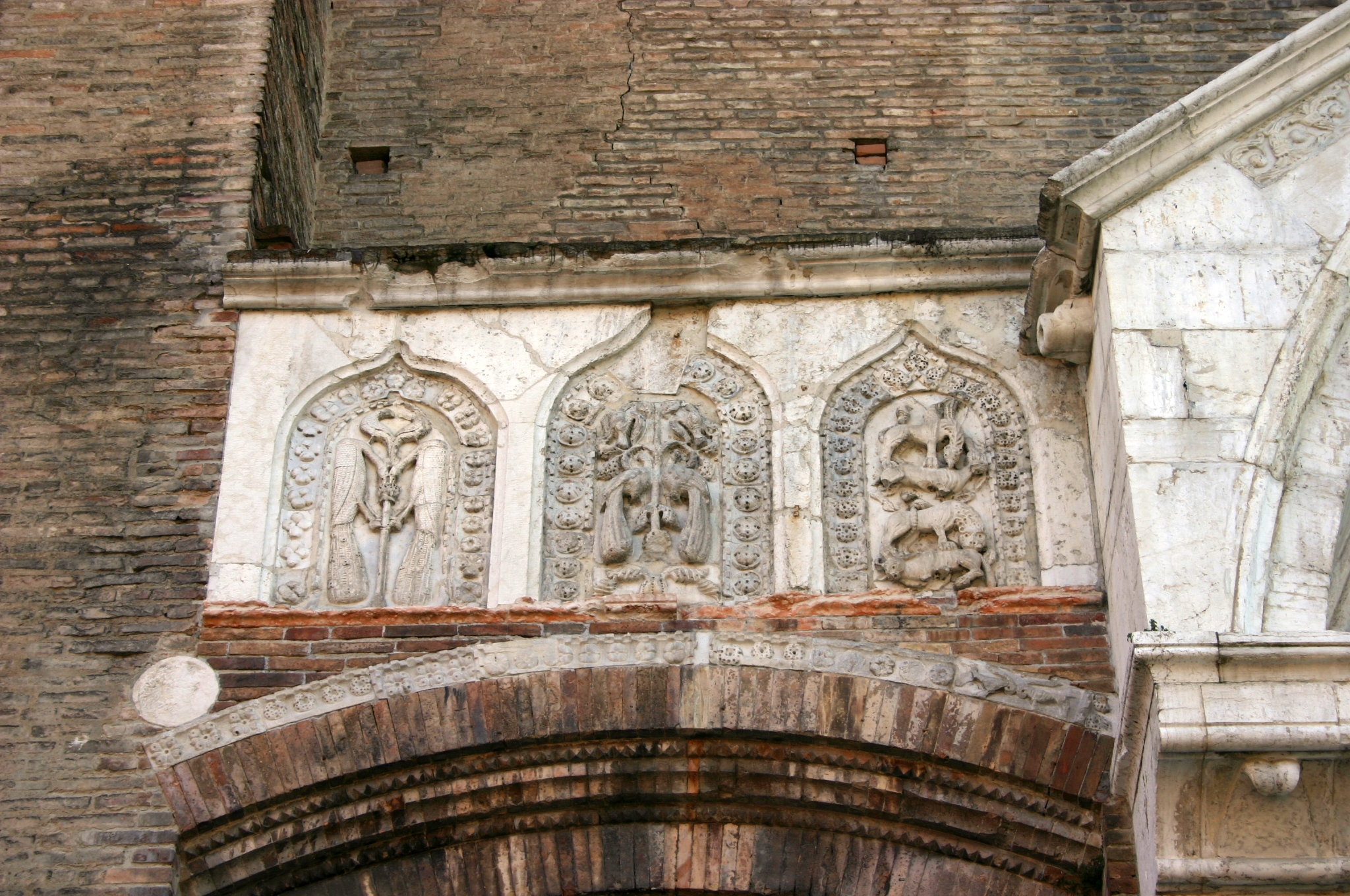
Pluteo veneziano del sec. VIII
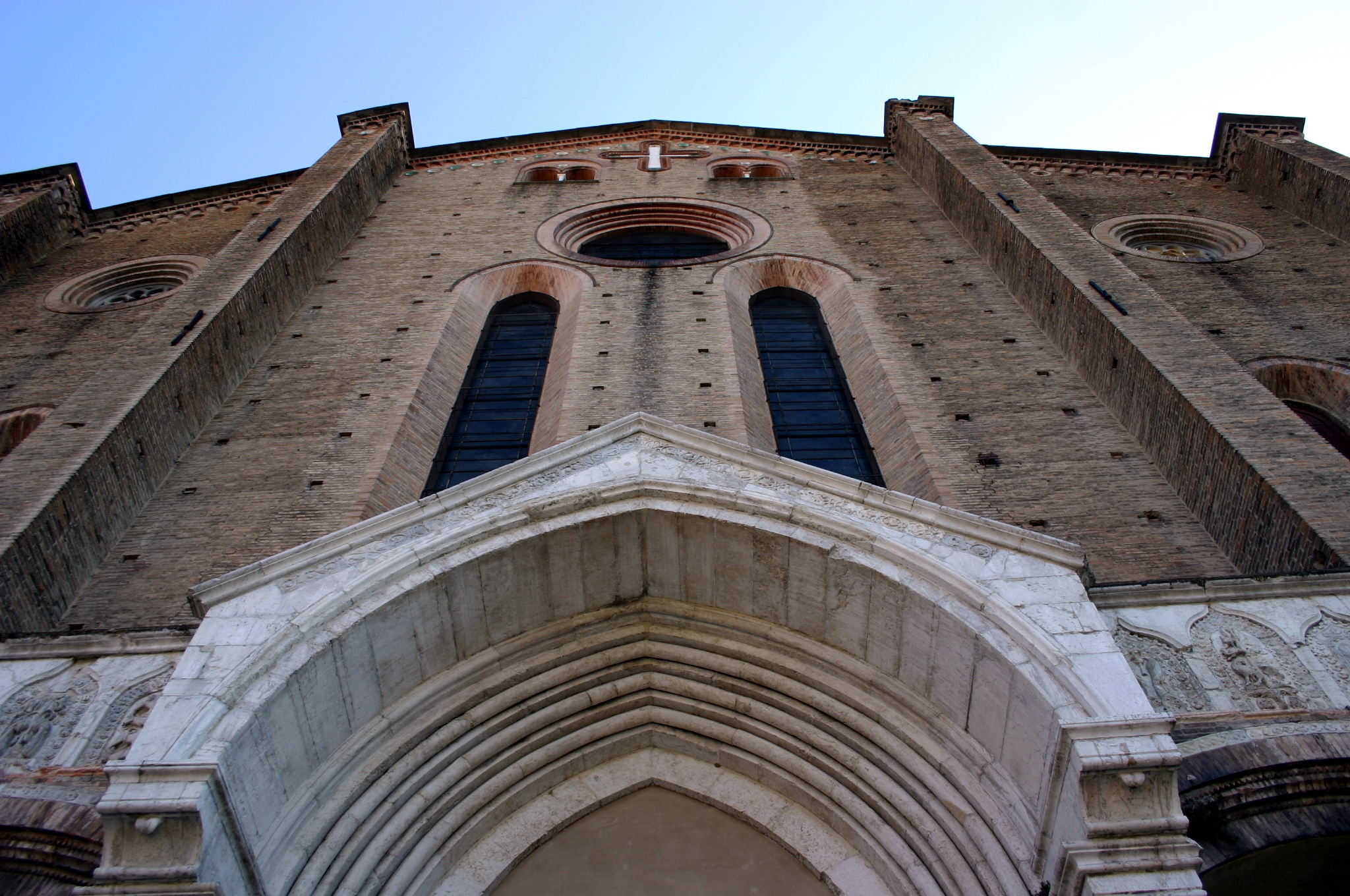
Scorcio della facciata
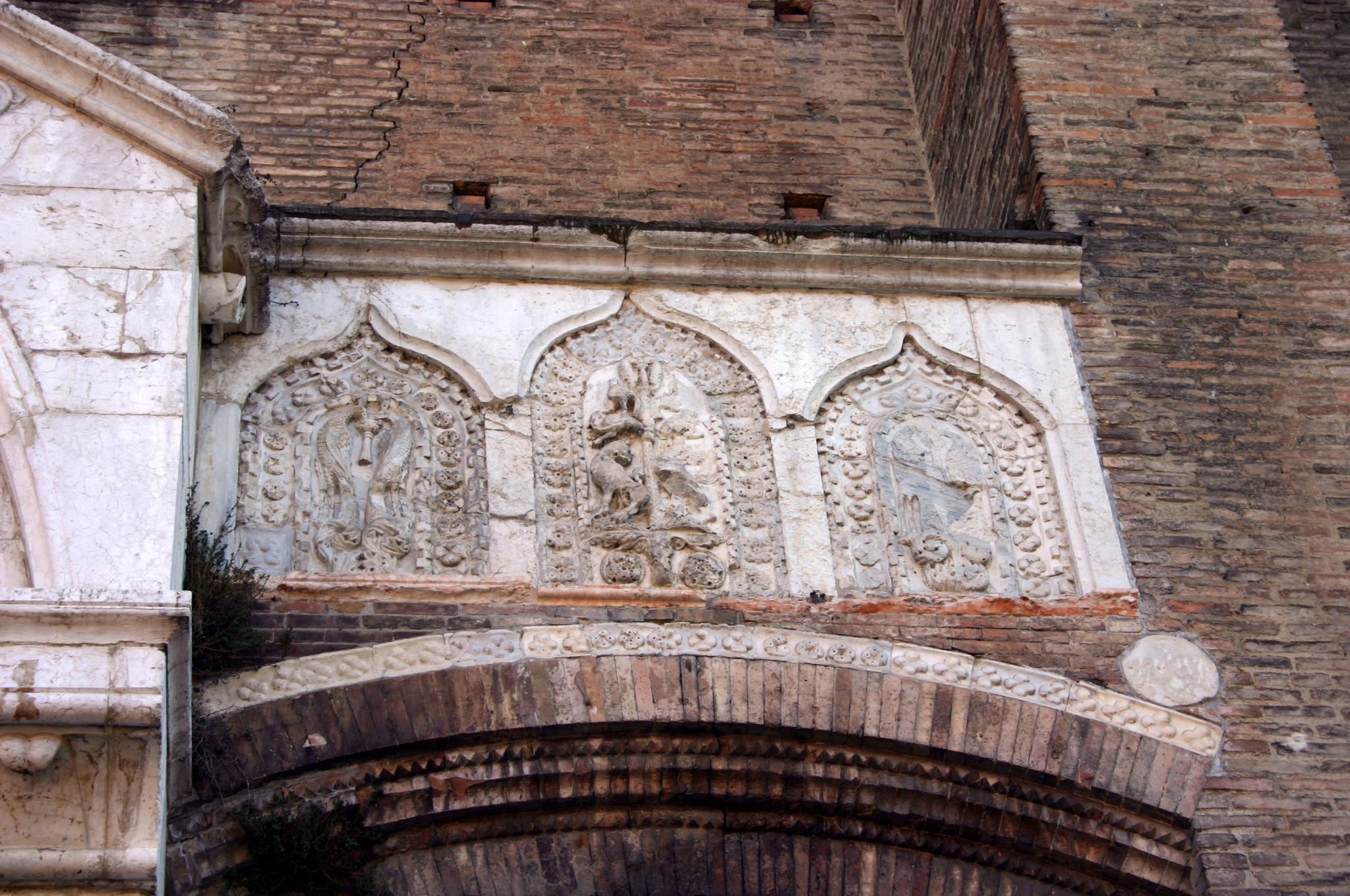
Pluteo veneziano del sec. VIII

### Atrio romanico
Alla base del campanile si trova la grande Tomba di Pietro Canetoli (1382), in stile gotico; vicino, l'affresco con Madonna col Bambino e santi di Pietro di Giovanni Lianori (1405 circa).
Incassato fra la chiesa e gli edifici che la fiancheggiano dal lato sud è un piccolo atrio in stile romanico, ma anch'esso fortemente restaurato, con archi a tutto sesto, e sulle pareti frammenti di sculture e elementi decorativi; da qui si accede al chiostro del convento e alla chiesa per un ingresso laterale.

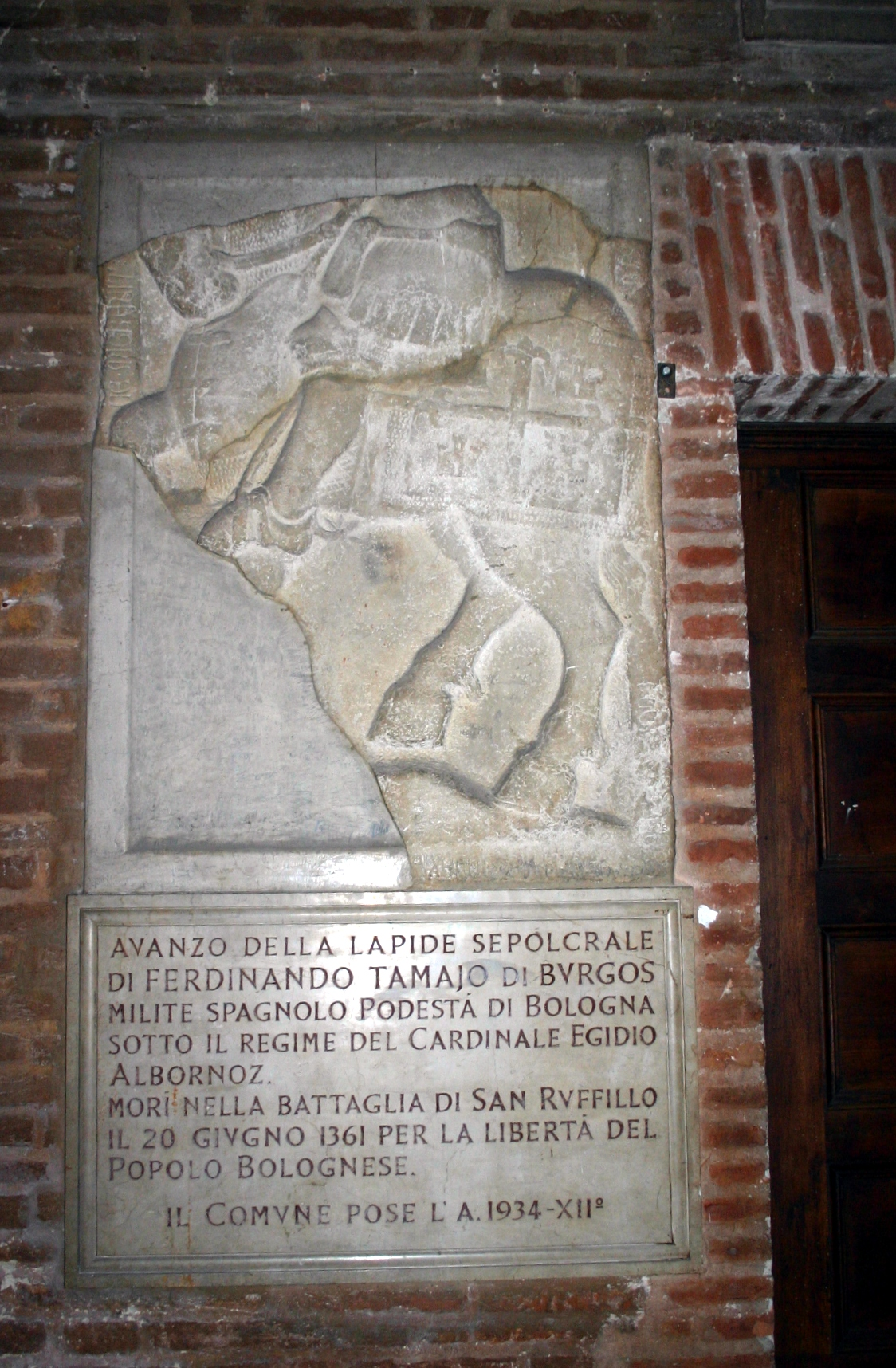
Lapide Ferdinando Tamajo (1361)
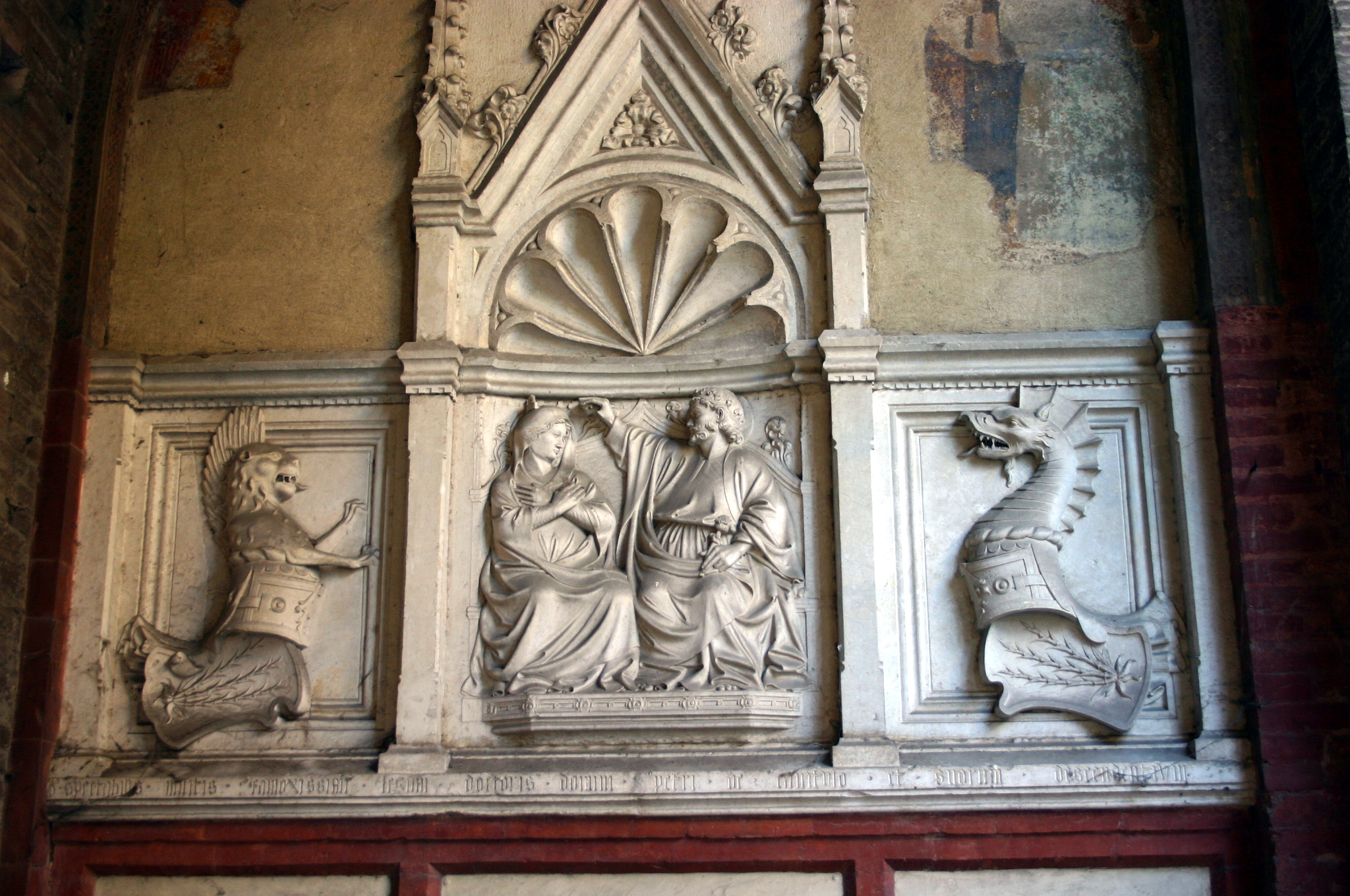
Tomba Pietro Canetoli (ca. 1382)

### Interno
L'interno è a tre navate scandite da pilastri ottagonali con altissime (rispetto all'altezza della basilica) volte esapartite (cioè divise in sei vele, come a Notre Dame di Parigi). Nel coro si sviluppa un deambulatorio absidale con corona di nove cappelle a raggiera.
Sulla controfacciata si trova il Monumento di Ludovico Boccadiferro (1545); sulle pareti della chiesa si trovano il Monumento di Pietro Fieschi di Francesco di Simone Ferrucci (1492), l'Arca del vescovo Galeazzo Bottrigari (1519), il Monumento di Alessandro Zambeccari opera di Lazzaro Casario (1571), il Sepolcro di Giuseppe Arnolfini (1543); il Sepolcro di papa Alessandro V, opera di Nicolò Lamberti (1424) e Sperandio Mantovano, la Pietra tombale di Ercole Bottrigari (1612).
All'altare maggiore è la grandiosa ancona marmorea di San Francesco che fu commissionata ai fratelli Pierpaolo e Jacobello dalle Masegne, ma realizzata dal solo Pierpaolo (1388-1392).
Alle pareti del presbiterio sono ricollocati frammenti di affreschi con Storie della vita di san Francesco, realizzati da Giovanni da Rimini nel refettorio del convento, staccati e restaurati.

#### Cappelle radiali
Le nove cappelle radiali che si affacciano sul deambulatorio che compongono il peribolo absidale, furono lo spazio in cui trovò espressione l’opera della gilda di artisti che alla fine dell’Ottocento si riunì attorno all’ecclettica figura di Alfonso Rubbiani proprio a partire dal restauro della basilica di San Francesco per poi seguirlo in altre imprese volte a recuperare il volto medievale e rinascimentale della città.

##### I Cappella
La decorazione murale è opera di Achille Casanova del 1933: in due ricche architetture sono raffigurati i santi Petronio e Luca, figura quest’ultima poi ridipinta da Renato Pasqui.
Sull’altare, eseguito nel 1932, è una piccola tavola ad olio di ignoto del secolo XVI riproducente, con qualche variante, l’effige della Madonna detta “di San Luca”, patrona della Città e dell’Arcidiocesi di Bologna. Lateralmente, su commissione di Laura Rainieri Biscia, vedova Coltelli (gli stemmi delle due famiglie sono rispettivamente riprodotti a destra e a sinistra della sovrastante vetrata) sono collocate due tavole con la figura dei santi Bonaventura e Francesco di Paola, opera di Antonio Maria Nardi del 1942.

##### II Cappella
Restaurata negli anni 1895-96, la cappella è illuminata da una bifora la cui vetrata reca lo stemma francescano. Di Achille Casanova la decorazione murale del 1906 in cui il caratteristico cordiglio francescano si allaccia in comparti dentro i quali è rappresentata l’allegoria del triplice reame francescano – Caritas, Obedientia, Paupertas – che si alterna al primo verso della canzone, spesso attribuita a san Francesco, «In foco amor mi mise».
Sull’altare, disegnato da Edoardo Collamarini, è un’ancona in maiolica, in stile robbiano, opera dei fratelli bolognesi Arturo e Gennaro Minghetti del 1895, rappresentante la stimmatizzazione di san Francesco.

##### III Cappella
Restaurata nel 1845 fu decorata nel 1898 da Achille Casanova. Essa simula l’allestimento di una festa notturna alla Madonna, invocata con vari appellativi, come Mater Dei, Mater amabilis, Mater inviolata.
Dalla metà del secolo XX il vano è occupato dall’organo costruito da Balbiani e in seguito ampliato da Francesco Michelotto di Albignàsego (PD). Fu progettato e inaugurato dall'organista Ireneo Fuser.

##### IV Cappella
Restaurata negli anni 1887-1895 presenta una decorazione murale a semplici motivi opera di Pompeo Fortini del 1895. Sull’altare è una tela di Carlo Secchi del 1942 rappresentante san Giuseppe da Copertino in estasi.

##### V Cappella votiva per la pace
La cappella centrale fu ricostruita (dopo l’abbattimento di quella “vastissima” che nel 1713 soppiantò l’originale duecentesca) con le offerte di 80.000 sottoscrittori di tutto il mondo, “in voto a Dio e per la pace dei popoli e la concordia sociale”. La prima pietra fu posta il 13 febbraio 1891 dal Cardinale Francesco Battaglini, arcivescovo di Bologna (il cui cenotafio, a modo cosmatesco del secolo XIV, è posto sulla parete sinistra). L’inaugurazione ebbe luogo il 18 maggio 1899, nel giorno in cui all’Aja si apriva la prima conferenza di pace.
È illuminata da tre bifore, a rulli dipinti, recanti: quella di mezzo due medaglioni con l’arcangelo Gabriele e la Vergine Annunciata; quella di sinistra il testo della laude francescana alla povertà; quella di destra il Cantico delle creature. Negli occhi soprastanti si vedono (da sinistra a destra): la testa di Madonna povertà (contornata dal verso «Dolce amor di povertade quanto ti dobbiamo amare»; la colomba dello Spirito Santo; il viso fiammeggiante di Frate sole (contornato dal primo verso del Cantico di san Francesco «Laudato sii mio Signor per misser frate Sole che di te porta significatione»).
Tutta la complessa e ricca decorazione murale, eseguita dal Casanova, è allusiva all’aspirazione umana verso la pace. Nella volta è ricordata l’armonia degli astri con alcuni motti di Boezio che promettono agli uomini la felicità se l’amore che regola i cieli regolasse i cuori. Le nerbature, dipinte a gran copia di frutta, alludono al biblico augurio «Pax et abundantia». Nelle lunette, a sinistra l’Arca col primo patto di pace e di alleanza di Dio con l’uomo, a destra il trionfo della «pax Christiana» su tutta la terra profetizzata da Gesù col «fiet unus pastor et unum ovile». Compongono il fregio i Libri santi, aperti nelle pagine dove sono i più solenni inviti alla pace. Forma lo zoccolo una siete di rosai, a cui si intrecciano i nomi dei popoli; su di essi stendesi il comando nuovo di Gesù: «Diligite vos invicem».
Dalla volta pende una grande lampada in ferro battuto nella quale una iscrizione trasparente chiede a Dio fiori in primavera, messi in estate, frutta in autunno, clemenza d’inverni per la pace e per la letizia dell’umanità.
Sull’altare pende una croce di ignoto del secolo XIV con le mezze figure della Vergine e di san Giovanni e con quella del simbolico pellicano nei compassi terminali.
Ai piedi dell’altare è la lastra sepolcrale di Alfonso Rubbiani, benemerito restauratore del tempio.

##### VI Cappella
La decorazione murale, composta con semplici motivi giotteschi, si deve ad Achille Casanova. Di Augusto Sezanne sono invece il disegno e le pitture dell’altare (1892) sul quale è attualmente posta la tela col Sacro Cuore di Aurelio Mariani (sec. XIX).
Alla parete sinistra è il monumento sepolcrale di Vianesio Albergati seniore eseguito da Francesco di Simone Ferrucci nel sec. XV. Nell’edicola è il sarcofago e superiormente il letto funebre su cui giace il defunto che tiene tra le mani un libro poggiato sul petto. Sulla parete di fondo è un affresco attribuito al Bagnacavallo, rappresentante l’eterno benedicente, in una gloria di angeli. Sul lato opposto il monumento sepolcrale di Vianesio Albergati juniore, morto nel 1533, eseguito da Lazzaro Casario (1580). Nell’edicola è il sarcofago e superiormente il letto funebre su cui giace il defunto in veste di protonotario apostolico.

##### VII Cappella
Restaurata nel 1899 è illuminata da una monofora. La decorazione murale, di Achille Casanova, ricorda la festa fatta da Bologna al beato Guido Spada, reduce da Roma (1340), dove aveva persuaso Benedetto XII a togliere l’interdetto lanciato per la cacciata dalla città del Cardinale legato Bertrando del Poggetto. Nel fregio soprastante lo zoccolo, è riportata una laude composta nel 1340 in onore del Beato.
Sull’altare è un’arca in maiolica, a imitazione faentina del secolo XV, opera dei fratelli Arturo e Gennaro Minghetti di Bologna, contenente i resti mortali dei beati Guido delle Spade, Bonaparte Ghisilieri, Matteo da Faenza, Nicolò dei Pepoli e Bonuccio.
Qui era il quadro Santa Caterina Martire, ora conservato nella Pinacoteca nazionale di Bologna.

##### VIII Cappella
Restaurata nel 1904 fu decorata in quello stesso anno da Achille Casanova con la raffigurazione di un piccolo camposanto, recinto di muri al di sopra dei quali si elevano cupi cipressi, dietro le cui cime ricorre una striscia recente la prece per i defunti.
Sull'altare è una tavola con la Madonna tra i santi Girolamo e Francesco di Jacopo Forti datata 1485.
Alla parete sinistra è la lastra sepolcrale di Emma Boschi, con la figura a bassorilievo della defunta, opera di Giuseppe Romagnoli del 1905. Sul lato opposto la grande tela con l'Apparizione della Madonna di Fatima di Renato Pasqui del 1951.
Un tempo questa cappella ospitava la tela di Bartolomeo Cesi de L'incarnazione della Vergine in sant'Anna come Immacolata Concezione, oggi in Pinacoteca.

##### IX Cappella
Restaurata nel 1930 è illuminata da una monofora la cui vetrata reca lo stemma dei Cupini. La decorazione murale, con riquadri imitanti una decorazione marmorea e opera di Antonio Gardini del 1928.
Sull’altare è un’ancona di cemento con san Giuseppe col Bambino tra i santi Gioacchino (a sinistra) ed Anna con la Madonna bambina (a destra), opera di Teresa Gruber del 1929. Per il volto di san Gioacchino, posò Achille Casanova.
Qui era un grande quadro raffigurante la Conversione di Saulo (1587/1588) di Ludovico Carracci, oggi in Pinacoteca.

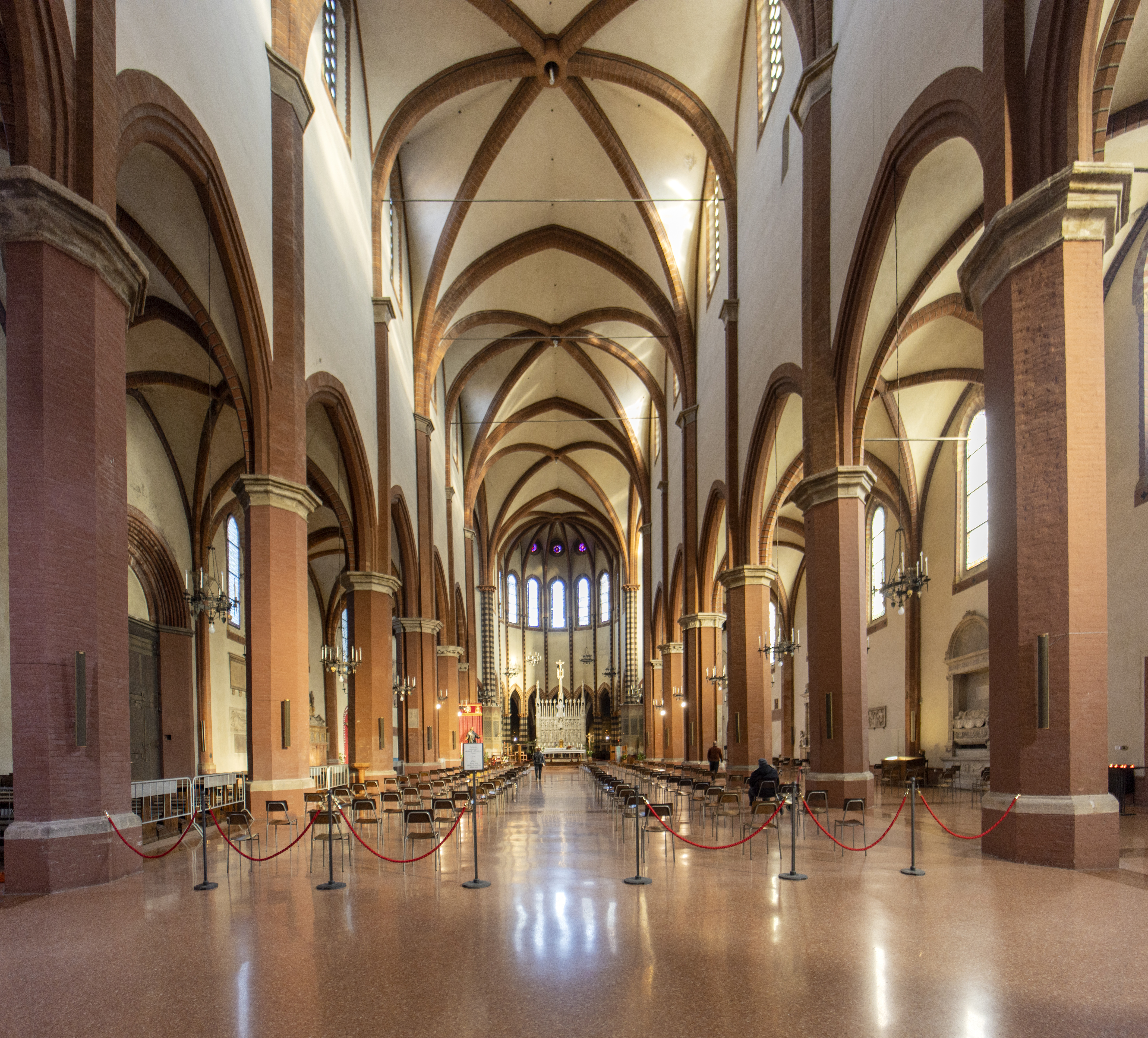
La navata centrale
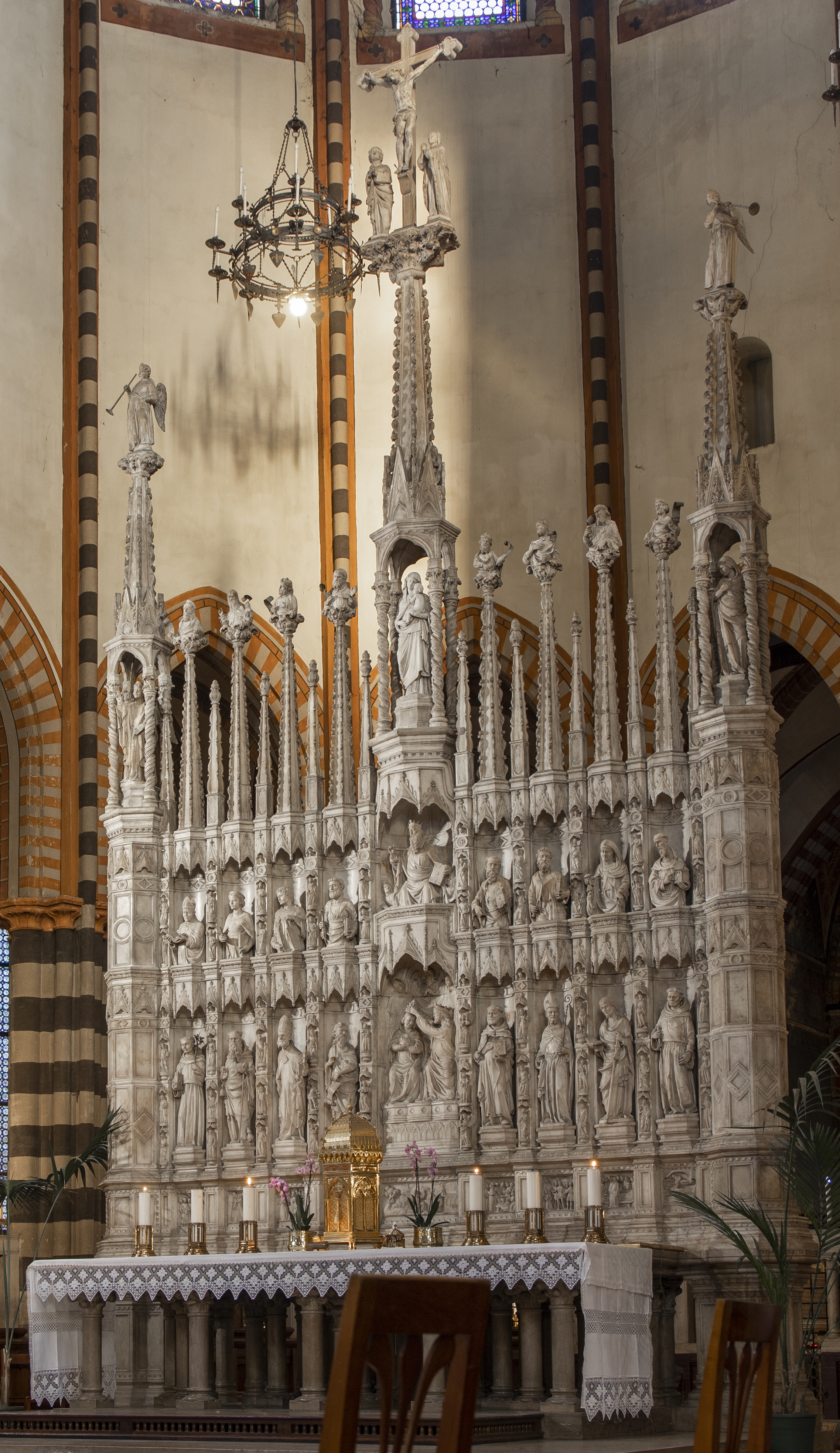
L'ancona marmorea dell'altare maggiore di Pierpaolo e Jacobello dalle Masegne
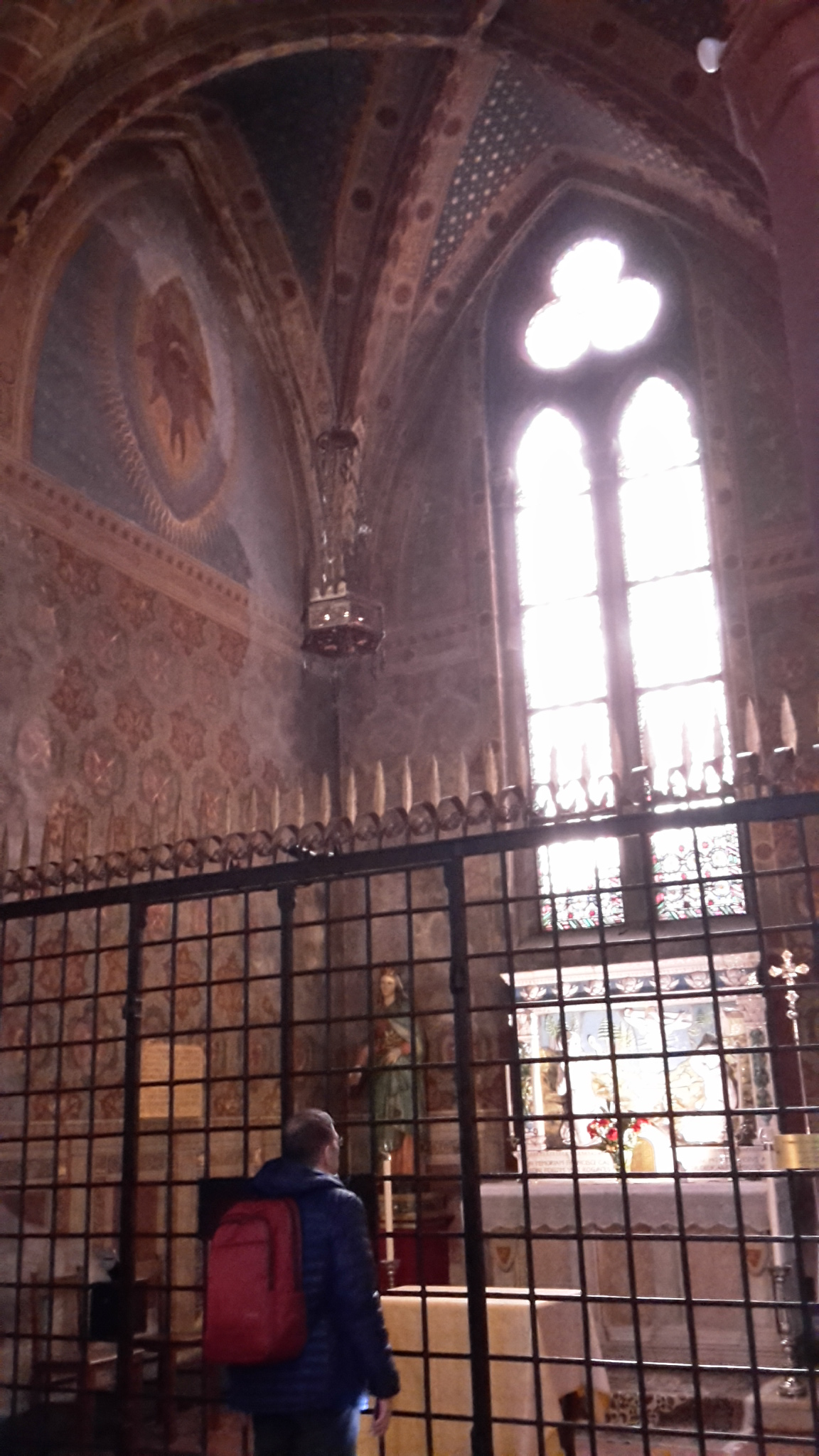
Una delle cappelle facenti parte del deambulatorio
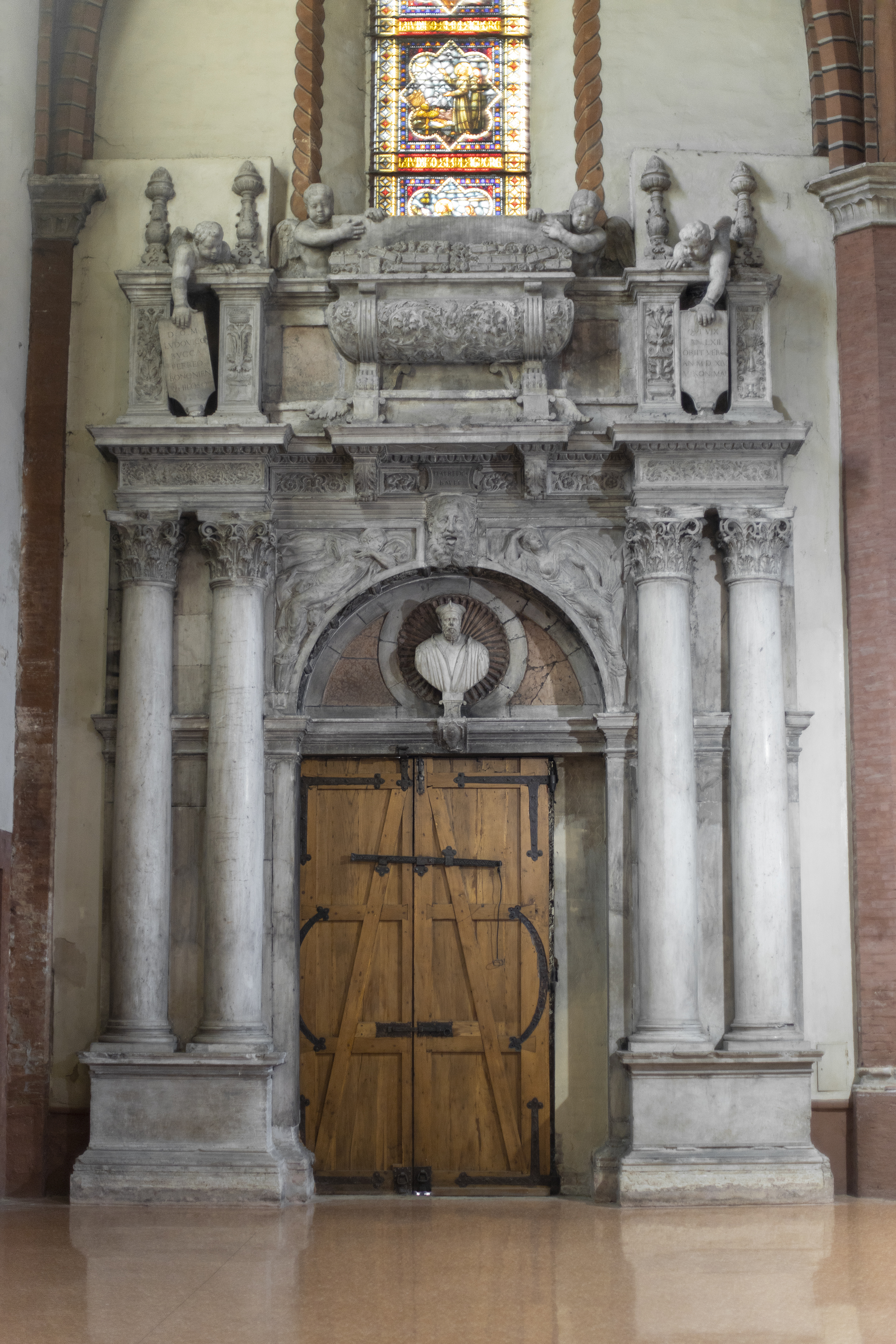
Tomba di Ludovico Boccadiferro (1482-1545)
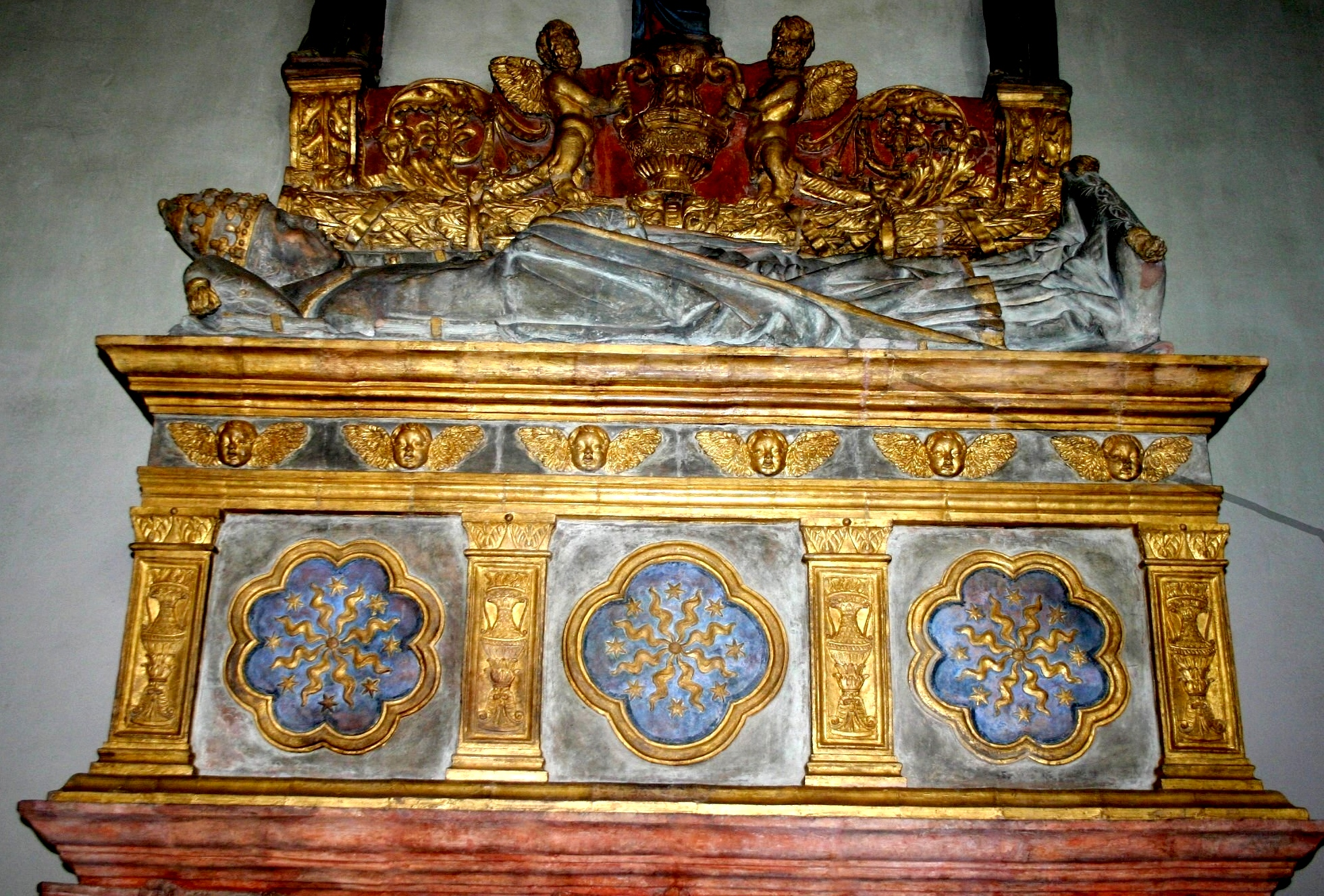
Tomba di Alessandro V (1410) 1424 e 1482
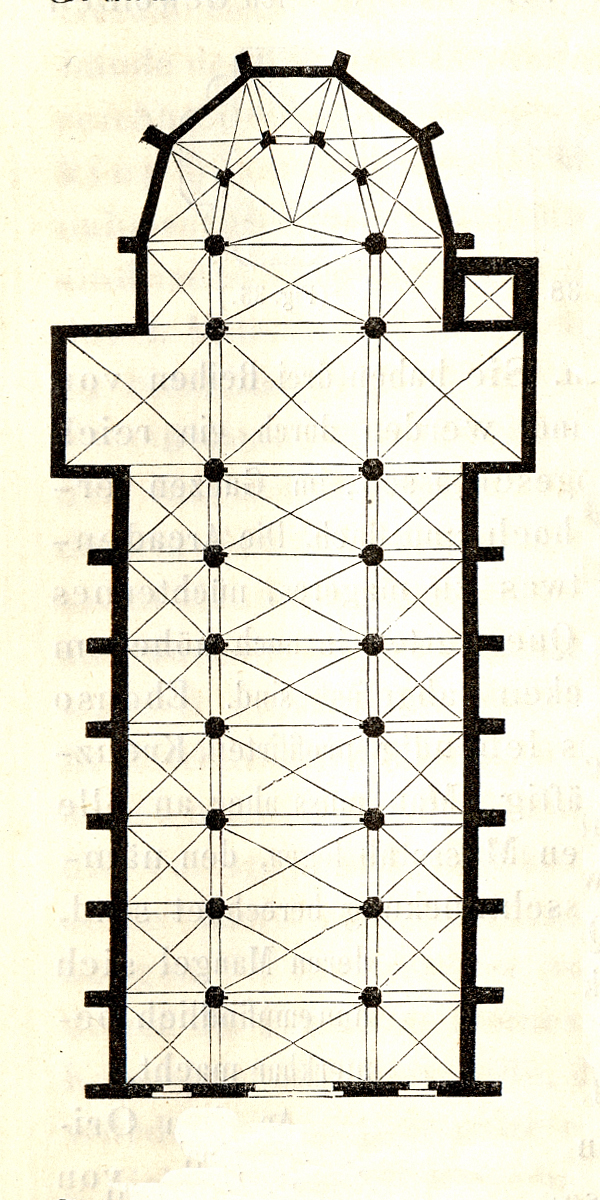
Pianta della chiesa

### Il convento
Il Chiostro dei Morti fu realizzato in pieno XIV secolo; sulle pareti sono collocate tombe dei dottori dello Studio tutte trecentesche. Un altro grande chiostro quattrocentesco è verso il lato sud: questo e molte altre parti del grande complesso che nei secoli fu dei frati Minori è oggi adibito ad altri usi (uffici finanziari).

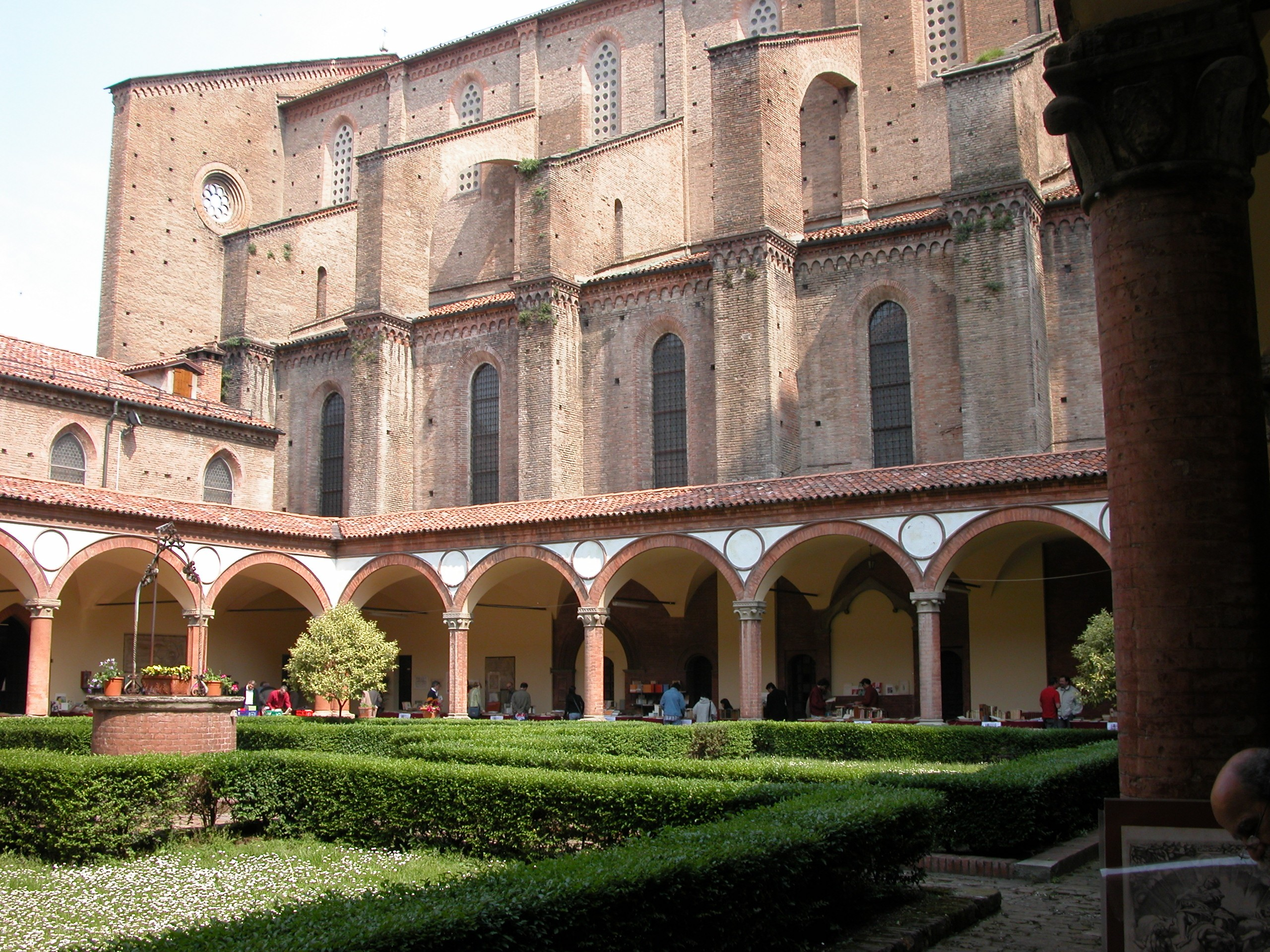
Chiostro dei Morti
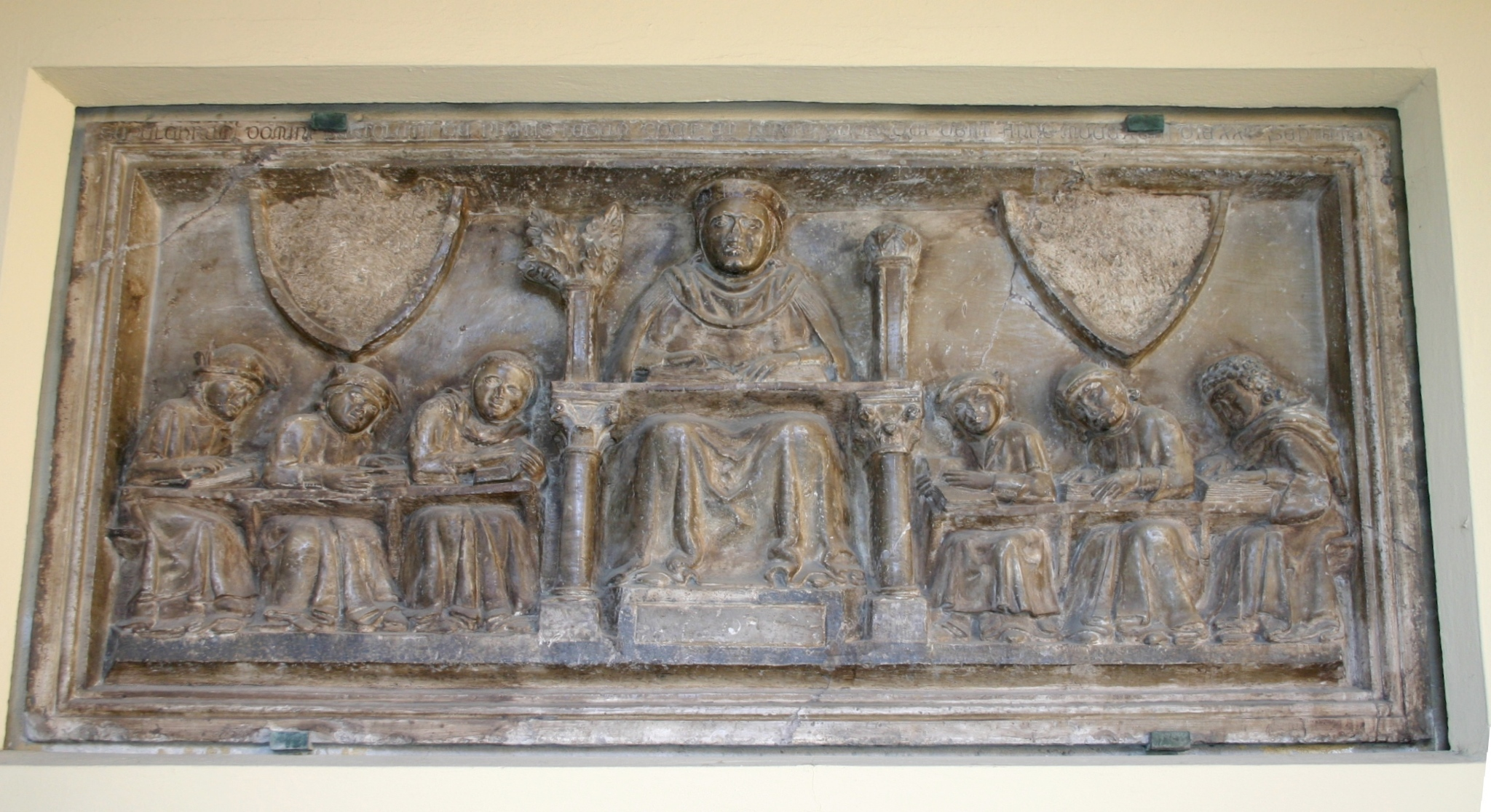
Tomba di Bartoluzzo de' Preti (1318)
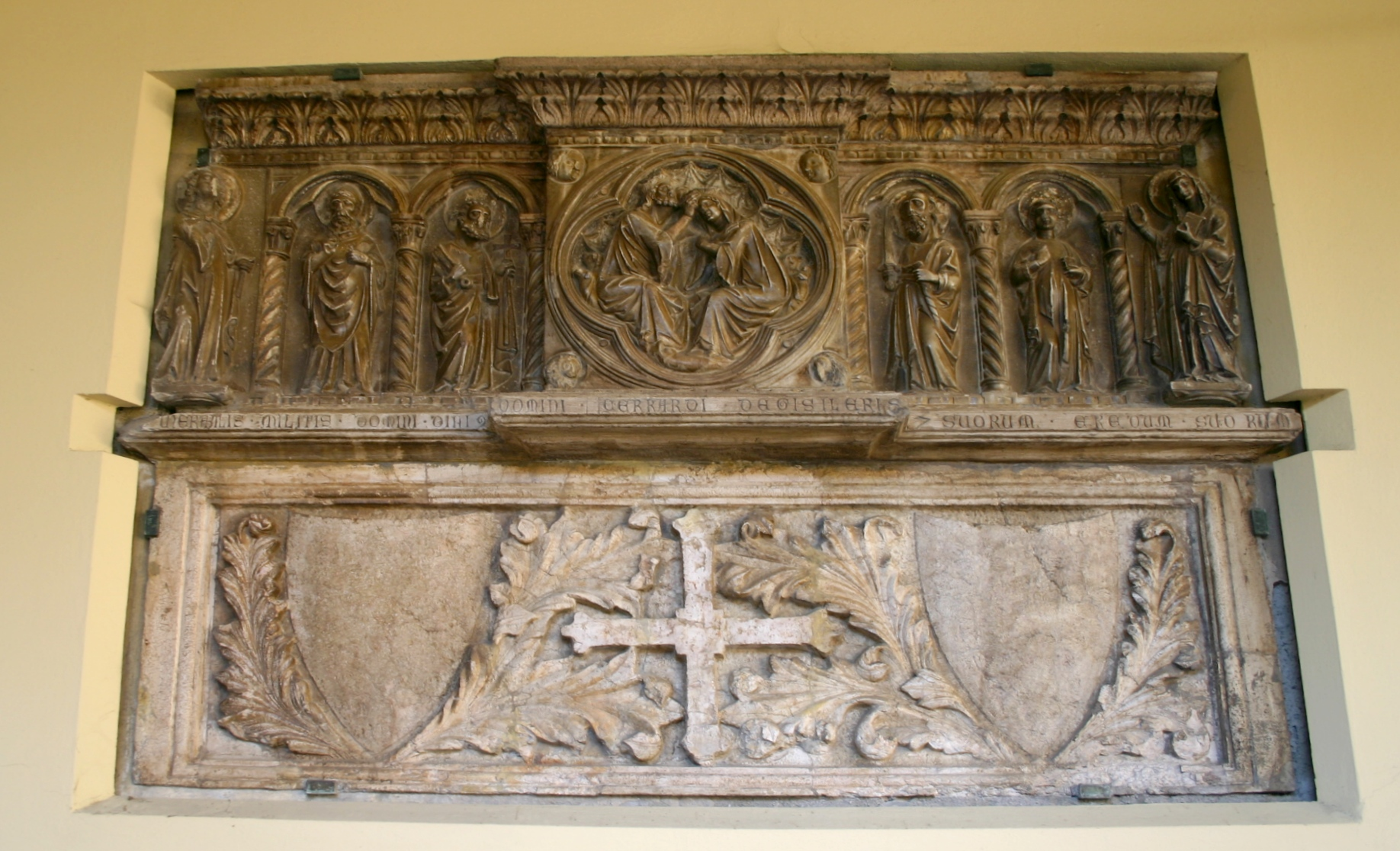
Tomba di Gerardo Ghisilieri

Campanili e Campane
La Basilica possiede due torri campanarie, entrambe chiuse al pubblico e non visitabili. Il campanile piccolo, addossato al transetto destro della chiesa, è del 1260 e ospita una sola campana. Alla cella campanaria si accede tramite una strettissima scala a chiocciola in muratura. 
Il campanile grande, vero capolavoro d'architettura, venne costruito da Antonio di Vincenzo tra il 1397 e il 1402 e raggiunge l'altezza di metri 48,50. Alla base della costruzione si trova un bell'affresco raffigurante Madonna e Santi, opera di Pietro di Giovanni Lianori.
Nella cella campanaria (raggiungibile salendo una comoda scala in ferro a rampe), illuminata da eleganti trifore, è alloggiato un bel concerto di 5 campane, da sempre considerato uno dei migliori di tutta la città e dell'intera Arcidiocesi di Bologna, con queste caratteristiche:
1^ Campana (Grossa):                                                    Nota: Re3; diametro: cm 131; fonditore: Cesare Brighenti; anno: 1932; peso: circa kg 1600
2^ Campana (Mezzana):                                                Nota: Fa3; diametro: cm 110,1; fonditori: Gaetano e Clemente Brighenti; anno: 1847; peso: kg 850
3^ Campana (Mezzanella):                                            Nota: Sol3; diametro: cm 97,8; fonditori: Gaetano e Clemente Brighenti; anno: 1847; peso: kg 592 
4^ Campana (Piccola):. Nota: La3; diametro: cm 84,6; fonditore: Ing. Francesco De Poli (Vittorio Veneto - TV); anno: 1968; peso: circa kg 400
5^ Campana (Piccola del Maggiore):                         Nota: Do4; diametro: cm 74,6; fonditori: Gaetano e Clemente Brighenti; anno: 1847; peso: kg 290
Le campane sono montate su di un funzionale castello in ferro (modificato ad inizio anni '30 per ospitare la nuova campana maggiore) e sono disposte su due livelli: le tre maggiori a quello inferiore e le due minori a quello superiore.
Nel 1866, a seguito della soppressione degli ordini religiosi e della conseguente chiusura del convento, le campane vennero vendute alla parrocchia di Venola (Marzabotto), dove rimasero fino al 1931 quando vennero riacquistate dai frati per essere ricollocate sul campanile. L'anno seguente, per offerta di una benefattrice, la signorina Rossi De Angeli, venne fusa l'attuale campana maggiore, dando la possibilità di comporre il "quarto in tono minore" assieme alle preesistenti, che costituivano - e costituiscono tuttora - un classico (ed eccellente) "quarto in tono maggiore" bolognese.
Per una trentina d'anni, fino al 1968, questo prestigioso concerto (ribattezzato "Concerto degli Angeli", come ricorda una targa presente in cella) veniva suonato "a doppio" dai maestri campanari bolognesi, con non poche difficoltà date le pronunciatissime oscillazioni della torre, che richiedevano squadre affiatate ed esperte.
In quell'anno uno sciagurato e devastante intervento di elettrificazione totale compromise irreversibilmente la possibilità di suono manuale dei bronzi, sostituendo in toto le armature e i ceppi in legno originali con altri in ferro con grandi ruote, funzionali al suono "a battaglio cadente" (modalità di suono totalmente estranea alla tradizione locale). Poco tempo dopo, probabilmente a causa del nuovo tipo di percussione e ad alcune inadeguatezze tecniche, la 4^ campana si ruppe e venne rifusa dalla fonderia Francesco De Poli di Vittorio Veneto (TV).
Sul campanile minore (la cui angusta cella è illuminata da monofore con arco a sesto acuto), è installata una sesta campana, in nota Mi3 per circa cm 120 di diametro (per un peso di circa kg 1100), fusa da Cesare Brighenti nel 1935 per volere della già citata signorina Rossi De Angeli. Tale bronzo ha voce di "seconda minore" col concerto delle 5 del campanile grande ed è ancora inceppato "a slancio" (su ceppo e telaio in ferro) e ad azionamento manuale, ma totalmente inutilizzato.
Presso questa chiesa nel 1934 venne fondato il "Gruppo Campanari Padre Stanislao Mattei", sodalizio campanario frutto di una scissione dall'Unione Campanari Bolognesi, intitolata ad un religioso di questo convento che si distinse per le sue qualità di musicista e compositore. Il primo presidente fu Cesare Brighenti, ultimo discendente della gloriosa dinastia di fonditori bolognesi. La sua sede rimase presso questa Basilica fino ai primi anni '60 (quando avvenne l'elettrificazione totale del concerto).
L'impianto di automazione, oltre al suono a semplice distesa (riservato alle funzioni ordinarie), prevede la possibilità di suono con le campane "a bicchiere" (cioè fermandosi con la bocca rivolta verso l'alto), funzionalita' con cui vengono vagamente riprodotte le classiche sequenze dei "doppi" bolognesi, suonate tipiche della tradizione locale; inutile dire che la resa delle suonate, al di là dell'ottima qualità dei bronzi (sia pur penalizzata dal la percussione a battaglio "cadente" anziché "a slancio") lasci molto a desiderare rispetto alle suonate eseguite manualmente dai campanari, sia per il tempo musicale molto irregolare, sia per l'impossibilità di eseguire le classiche fasi della "scappata" e della "calata": le campane vanno "a bicchiere" e, dopo l'esecuzione del pezzo "in piedi", ridiscendono in modo totalmente casuale e disordinato, vista l'incapacita' dei motori di mantenere la sincronizzazione dei suoni con le campane in oscillazione.
Da segnalare che da qualche anno, in occasione delle principali ricorrenze della Basilica, alcuni volontari salgono in cella per praticare la tecnica dello "scampanio": le campane vengono suonate da ferme per mezzo di appositi cordini (in gergo "sforzini") collegati da un capo ai battagli delle campane e dall'altro agli arti del suonatore; in questo modo, indipendentemente dal sistema di montaggio dei bronzi, si possono eseguire particolari melodie ritmiche, dall'effetto allegro e festoso, di cui nella tradizione bolognese esiste un preciso repertorio, ancora conosciuto e praticato da appassionati esecutori. 

## Maestri dell'antica Cappella musicale
L'elenco è preso dalla Miscellanea storico-patria bolognese tratta dai manoscritti di Giuseppe Guidicini e pubblicato col nr. 50 e il titolo Catalogo dei PP. Minori Conventuali, che hanno occupato il posto di maestro di Cappella, nella Chiesa di San Francesco di Bologna dal 1537 al 1784 dal figlio Ferdinando nel 1872.
- 1537 Fra Bartolomeo da Tricarico fino all'anno 1571.
- 1571 Padre Girolamo da Napoli.
- 1573 Padre Giuliano Cartari da Bologna fino all'anno 1610.
- 1591 Padre Giulio Belli da Longiano in tempo solamente del Capitolo.
- 1641 Padre Guido Montalbani.
- 1642 Padre Bartolomeo Montalbani sino all'anno 1651.
- 1651 Padre Guido Montalbani.
- 1654 Padre Antonio Cossado da Brescia in tempo del Capitolo.
- 1655 Padre Francesco Maria Angeli d'Assisi in tempo del Capitolo.
- 1658 Padre Arconati da Saronno sino all'anno 1659.
- 1659 Padre Marco da Rimini.
- 1660 Padre Arconati da Saronno.
- 1667 Padre Francesco Passerini da Bologna.
- 1672 Padre Domenico Scorpione da Rossano fino all'anno 1674.
- 1674 Padre Guido Montalbani da Bologna.
- 1675 Padre Francesco Passerini da Bologna.
- 1675 Padre Carlo Baratta.
- 1677 Padre Arconati da Saronno.
- 1681 Padre Francesco Passerini fino all'anno 1694.
- 1695 Padre Tarabusi da Cesena in tempo del Capitolo.
- 1698 Padre Giuseppe Natoli da Camerino.
- 1700 Padre Ferdinando Gridi da Bologna per supplemento. Fu invitato in quest'anno il Padre Francesco Antonio Collegari da Venezia, ma non venne. Dall'anno 1695 sino al 1700 non vi fu Padre maestro di Cappella.
- 1702 Padre Ferdinando Lazzari da Bologna. Nell'anno 1705 fu fatto maestro di Cappella de' Frari in Venezia Chiesa dei Conventuali.
- 1706 Padre Giuseppe Maria Pò del Finale eletto, ma non venne.
- 1708 Padre Ferdinando Gridi da Bologna fino al 1713.
- 1720 Padre Alessandro Salvolini.
- 1725 Padre Gio. Battista Martini da Bologna maestro insigne.
- 1784 Padre Stanislao Mattei da Bologna.